# 기아 타스만
기아 타스만(Kia Tasman)은 2025년 기아의 미드사이즈급 픽업 트럭이다. 호주 최남단에 있는 영감의 섬인 ‘타스마니아(Tasmania)’와 타스만 해엽에서 따왔다.
2024년 7월에 단산된 모하비의 프레임으로 개발했으며, 모하비를 생산했던 경기도 화성시 우정읍 석천리 공장에서 생산한다. 2025년 국내와 호주, 아시아, 중동 등 글로벌 시장에 순차적으로 출시한다.
대한민국을 포함해 미국, 스웨덴, 호주, 중동 등 다양한 지역에서 4년이 넘는 개발 기간 동안 다양한 테스트를 거쳤다. 시험 종류는 록(Rock)/샌드(Sand) 모드 등 오프로드 특화 성능 시험, 내구성 시험, R&H(Ride & Handling) 시험, 트레일링 안정성 시험, 도하 시험 등 무려 1,777종이며, 티저 영상에서는 누적 시험 횟수는 총 1만 8천 회라고 했다.

## 더 기아 타스만 (TK1, 2025년 2월 13일~)

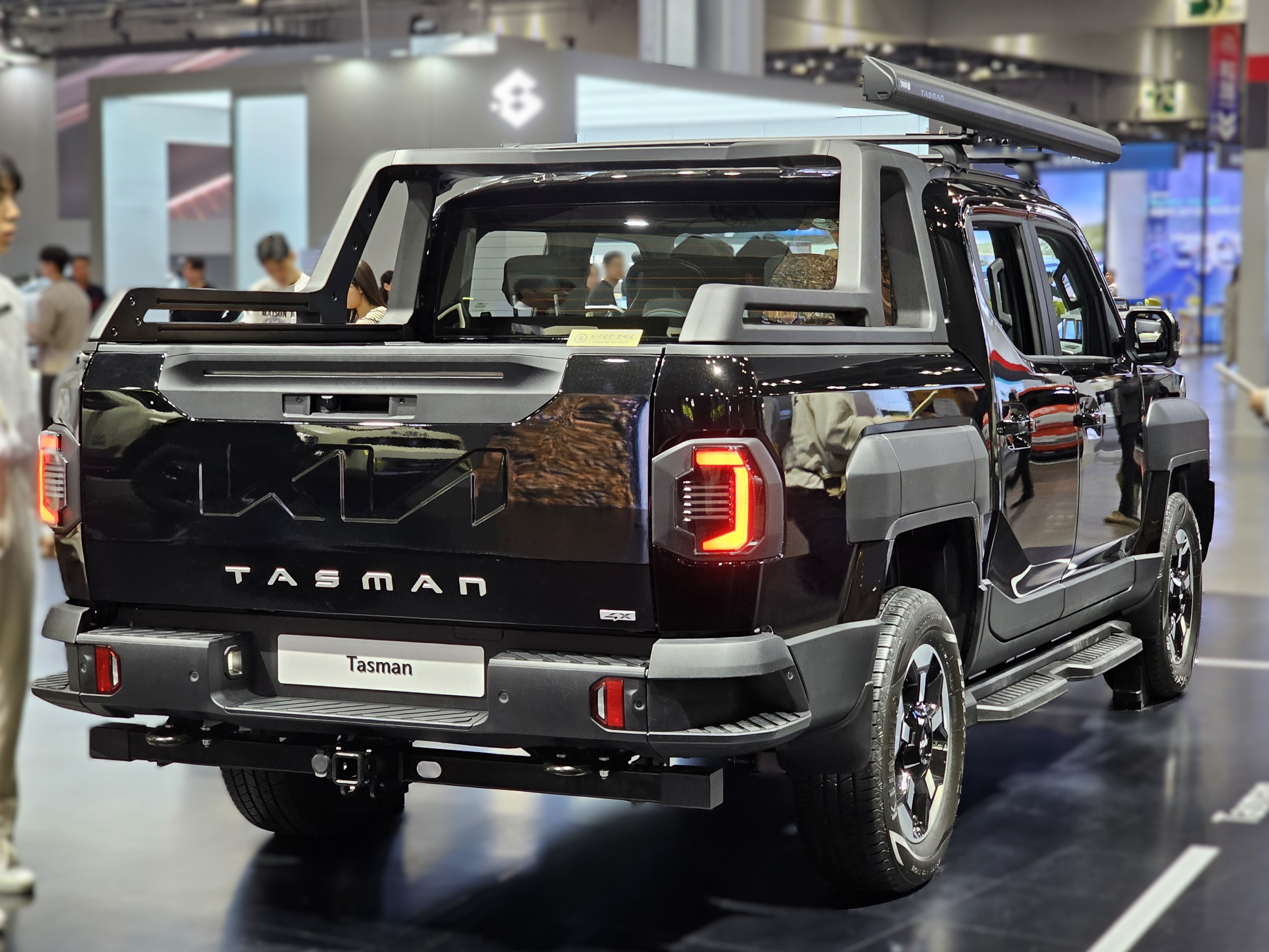
후면 디자인

2024년에 열린 부산모빌리티쇼에는 위장 스티킹된 타스만을 전시했다.

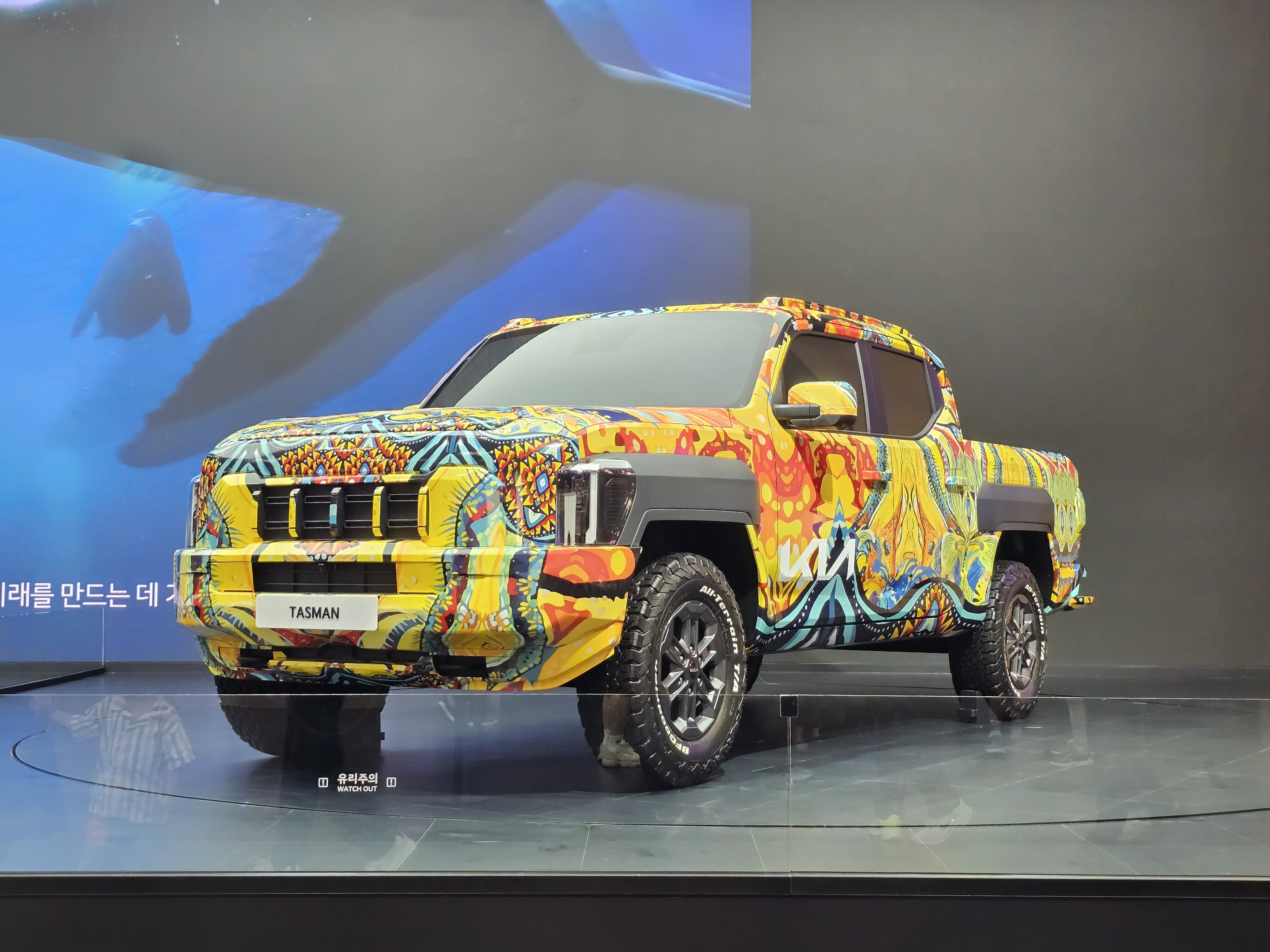
위장막 타스만
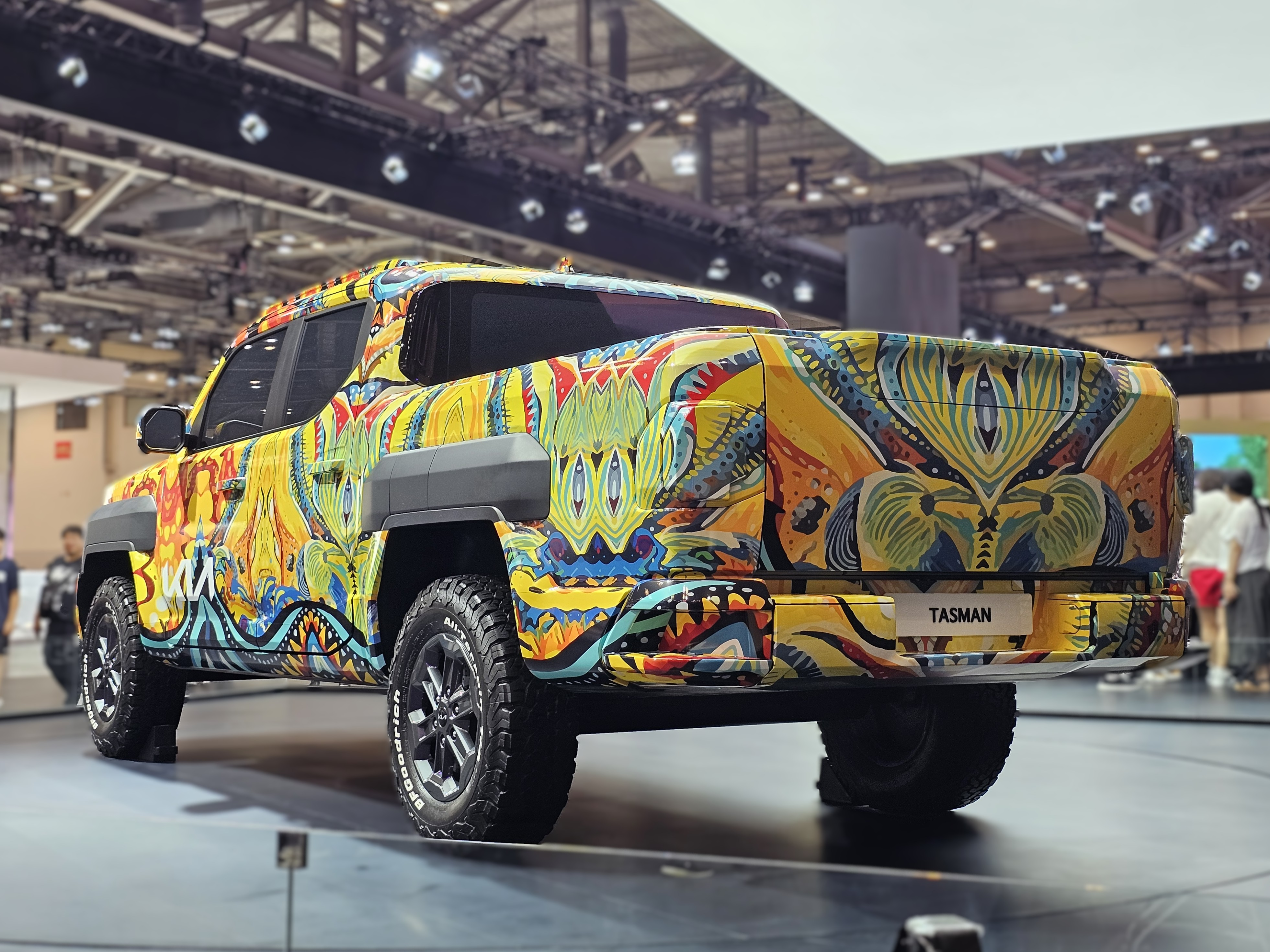
후측면

2024년 10월 29일 사우디아라비아 메카주 지다에서 열린 2024 지다 국제 모터쇼에서 최종 양산형을 공개했다. 외관 전면부는 가로로 긴 비례감을 갖춘 라디에이터 그릴 및 범퍼와 수직 형상의 시그니처 램프를 좌우로 배치했으며, 후드 상단의 가니시와 그릴 테두리를 조합해 타이거 페이스를 형상화했다. 후면부는 하단 범퍼 모서리에 적재 공간으로 올라갈 수 있는 코너 스텝이 적용됐으며, 테일게이트 핸들, 보조 제동등, 스포일러를 매끄럽게 결합했다. 외장 색상은 신규 색상인 탠 베이지와 데님 블루를 포함해 스노우 화이트 펄, 스틸 그레이, 인터스텔라 그레이, 시티스케이프 그린, 런웨이 레드, 오로라 블랙 펄까지 총 8가지다. 보조 제동등은 적재함에 덮개를 씌울 것을 대비하여 적재함 데크에 장착했다.
세타3 281마력 2.5리터 가솔린 싱글터보 엔진과 8단 자동변속기가 장착된다. 자동변속기는 기본형인 다이나믹에만 플로어체인지식이 적용되고, 어드벤처부터 컬럼식이 적용된다. 컬럼식 자동변속기에는 레이 EV 및 EV9같이 시동 스위치가 장착되며, 다이나믹 트림에는 플로어식 자동변속기의 셀렉터 왼쪽에 시동 스위치가 달린다. 210마력 2.2리터 커먼레일 디젤 엔진도 장착하지만, 대한민국 내수용에는 디젤 엔진을 적용하지 않는다. 6단 수동변속기도 수출용에만 적용한다.
4도어 크루 캡, 2도어 싱글 캡, 섀시 캡 3가지를 내놓으며, 대한민국에는 크루 캡을 우선 출시했다.
실내는 12.3인치 클러스터, 5인치 공조 디스플레이, 12.3인치 인포테인먼트 시스템으로 연결되는 파노라믹 와이드 디스플레이와 하만 카돈 프리미엄 카스테레오 유닛, 무선 카플레이·안드로이드 오토, 동승석 크래시패드 상단 수납함, 폴딩 콘솔 테이블, 듀얼 타입 무선 충전 시스템이 탑재됐다. 2열에는 슬라이딩 연동 리클라이닝 기능과 와이드 오픈 힌지, 29ℓ 대용량 트레이가 적용됐으며, 실내 색상은 오닉스 블랙, 에스프레소 브라운, 딥 그린, 딥 그린&브라운까지 총 4가지다.
이외에도 샌드, 머드, 스노우 등 터레인 셀렉트 모드를 갖춘 4WD 시스템과 AI가 노면을 판단해 적합한 주행 모드로 자동 선택하는 오토 터레인 모드를 지원하며, 그라운드 뷰 모니터, 오프로드 페이지 등 오프로드 주행에서 활용할 수 있는 인포테인먼트 사양을 탑재했다. 또한 고정 고리, 화물 고정 레일 및 클릿, 적재 공간 손상을 방지해주는 전/측면 베드 라이너, 디지털 센터 미러, 베드 측면 조명, 220V 인버터, 스티어링 휠 그립 감지, 스마트 크루즈 컨트롤, 내비게이션 기반 스마트 크루즈 컨트롤, 고속도로 주행 보조 2, 차로 유지 보조 2, 원격 스마트 주차 보조, 후방 주차 충돌방지 보조, 하이빔 보조, 실내 지문 인증 시스템, 기아 커넥트 스토어, 디지털 키 2, 빌트인 캠 2, 기아 카페이, e 하이패스 등의 안전 및 편의사양이 적용됐다.
2025년 상반기 대한민국을 시작으로 호주, 중동, 아프리카 등 글로벌 시장에 순차적으로 출시할 예정이다. 미국 시장에는 픽업트럭의 관세(25%) 문제 때문에 출시하지 않는다.
2025년 2월 12일에 라인업과 가격을 공개하고 사전 계약을 시작했다. 고객 인도는 2025년 3월부터 시작한다. 트림은 다이내믹, 어드벤처, 익스트림, X-PRO로 구분해 운영하며, X프로만 4륜구동이 기본이고 나머지는 4륜구동이 옵션이다. 전술한 것처럼 대한민국 내수용은 최고 출력 281마력, 최대 토크 43.0kgf·m의 스마트스트림 세타3 2.5리터 가솔린 터보 엔진을 장착하며, 대한민국 복합연비는 빌트인 캠을 통합한 커스터마이징 팩 기준으로 후륜구동 8km/L, 4륜구동 7.4km/L다. 또한 최대 3,500kg까지 견인할 수 있는 토잉 성능과 견인 중량에 따라 변속 패턴을 차별화하는 토우 모드가 탑재됐으며, 타스만의 흡기구를 차량 측면 펜더 내부 상단에 적용해 800mm 깊이의 물을 시속 7km의 속도로 이동할 수 있고, 약 1,173ℓ의 공간에 최대 700kg 적재가 가능하다.
판매가격은 다이내믹 모델 3,750만 원, 어드벤처 모델 4,110만 원, 익스트림 모델 4,490만 원이다.

### X-Pro 모델
X-Pro 사양은 가혹한 오프로드 주행을 위한 사양이다. 기본형 대비 최저지상고가 28mm 높은 252mm이며, 프런트 언더커버, 17인치 전용 휠, 올 터레인(AT) 타이어가 탑재됐다. 브리지 타입 루프랙과 검정 색상 엠블럼, 강렬한 오렌지 색상의 프론트/리어 견인고리로 차별화된 디자인이 적용됐다. 타 트림과 달리 4륜구동이 기본이다.
X-Pro 모델의 판매 가격은 5,240만 원이다.

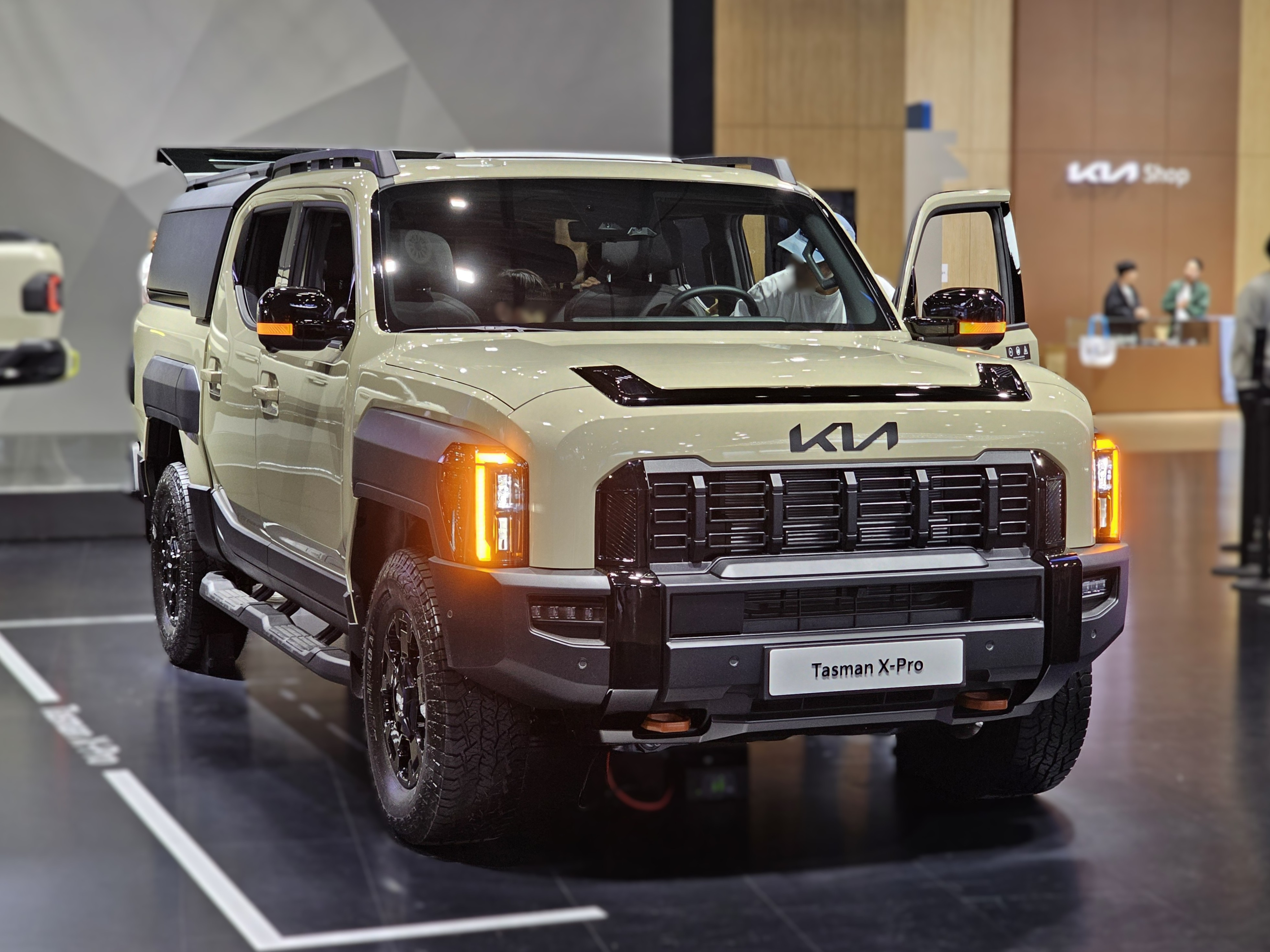
기아 타스만 X-Pro 전측면
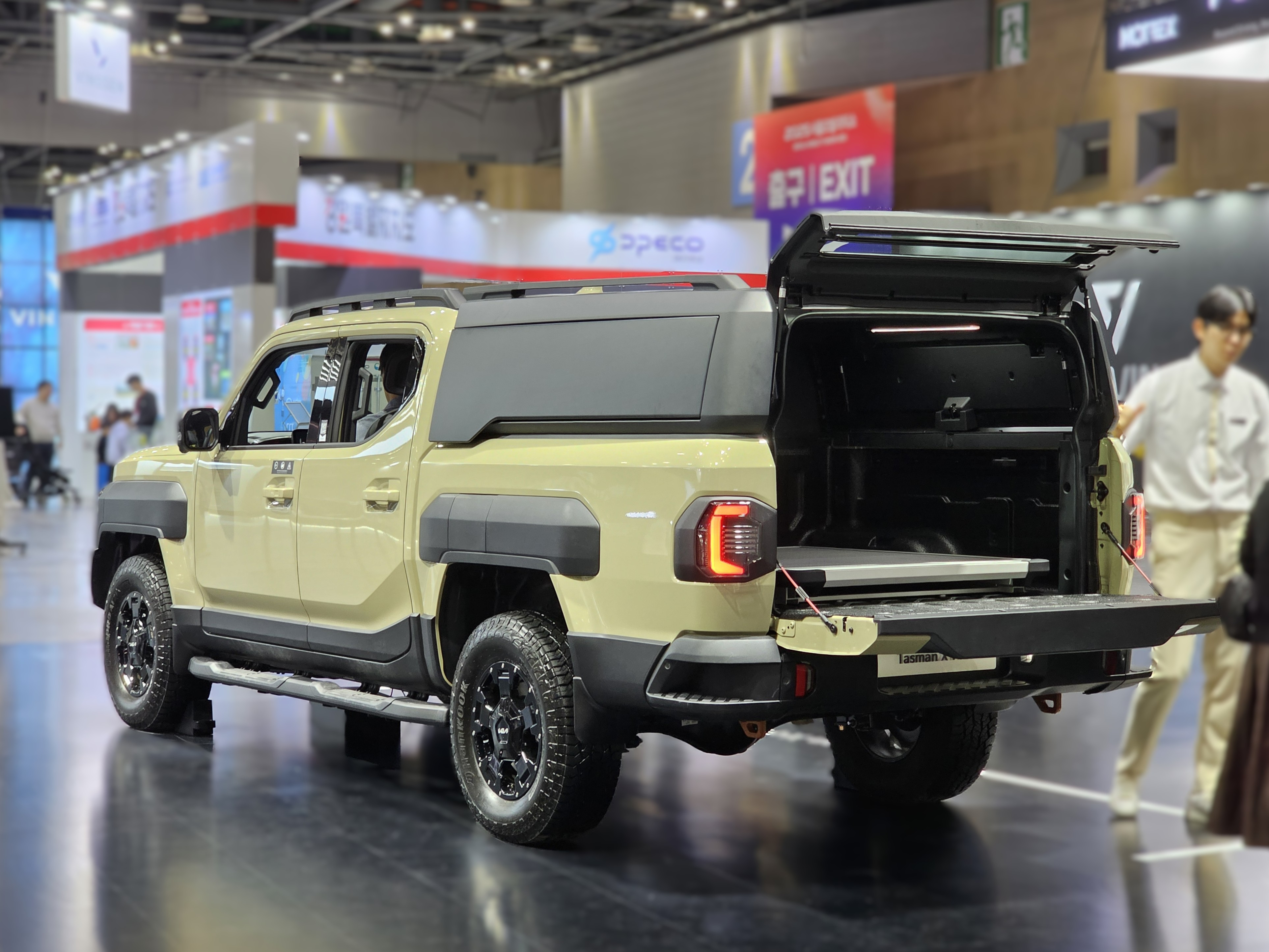
후측면

### 타스만 위켄더 콘셉트 모델
2025년 4월 3일 2025 서울모빌리티쇼에서 브랜드 최초의 정통 픽업 모델인 더 기아 타스만의 위켄더 콘셉트 모델을 세계 최초 공개했다.
타스만 위켄더는 오지 탐험을 위한 오버랜딩(Overlanding) 활동을 고려해 험로 주행에 적합한 35인치 타이어, 바디 컬러 타입 오버펜더, 액션캠 및 랜턴 장착이 가능한 멀티 레일 등이 적용됐다. 또한, 빙하지역 탐험, 스키 등 겨울 스포츠 활동에 적합한 루프 바스켓, 멀티 툴 박스 등 수납 기능을 탑재했다.

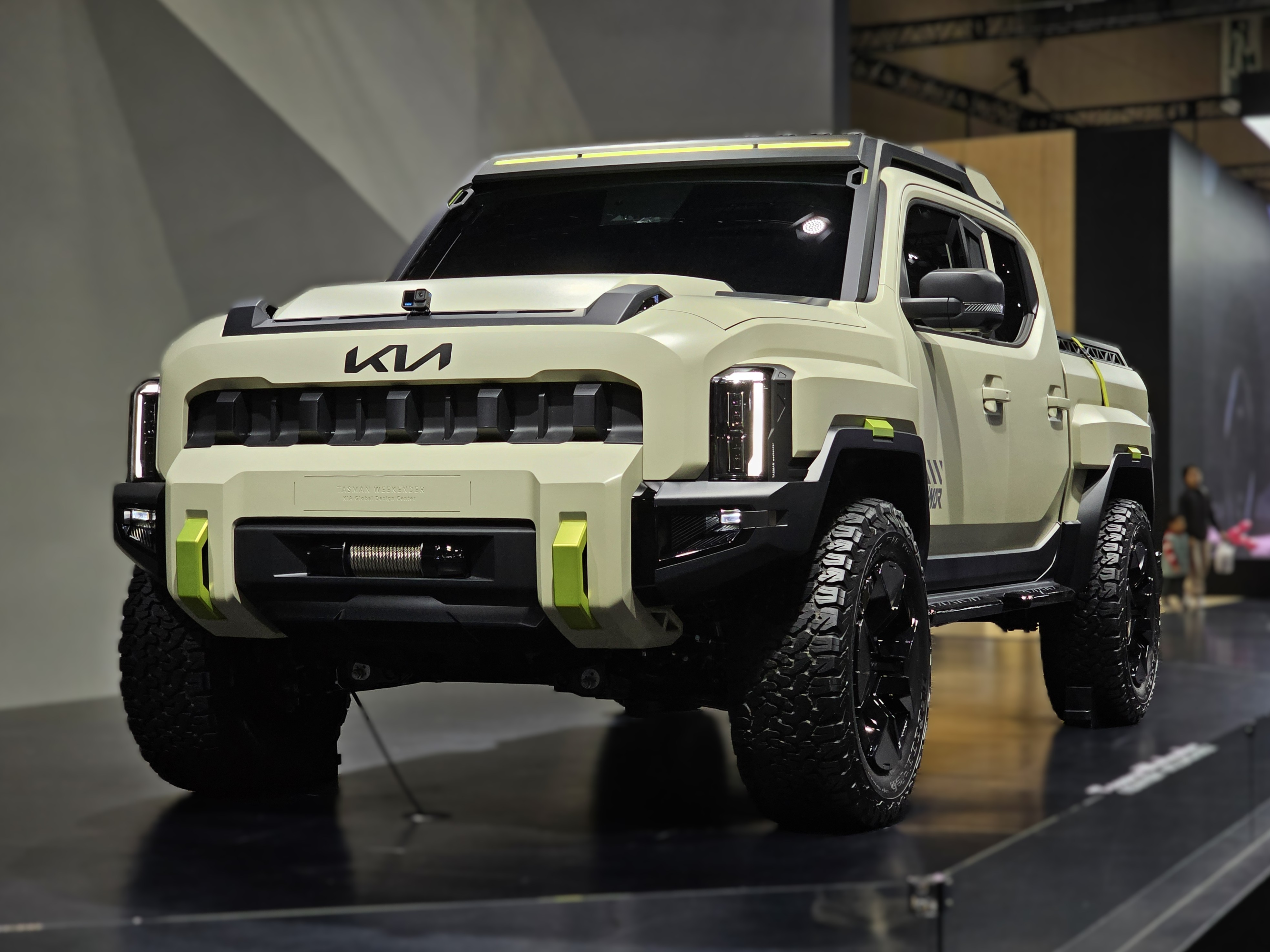
타스만 위켄더 전측면
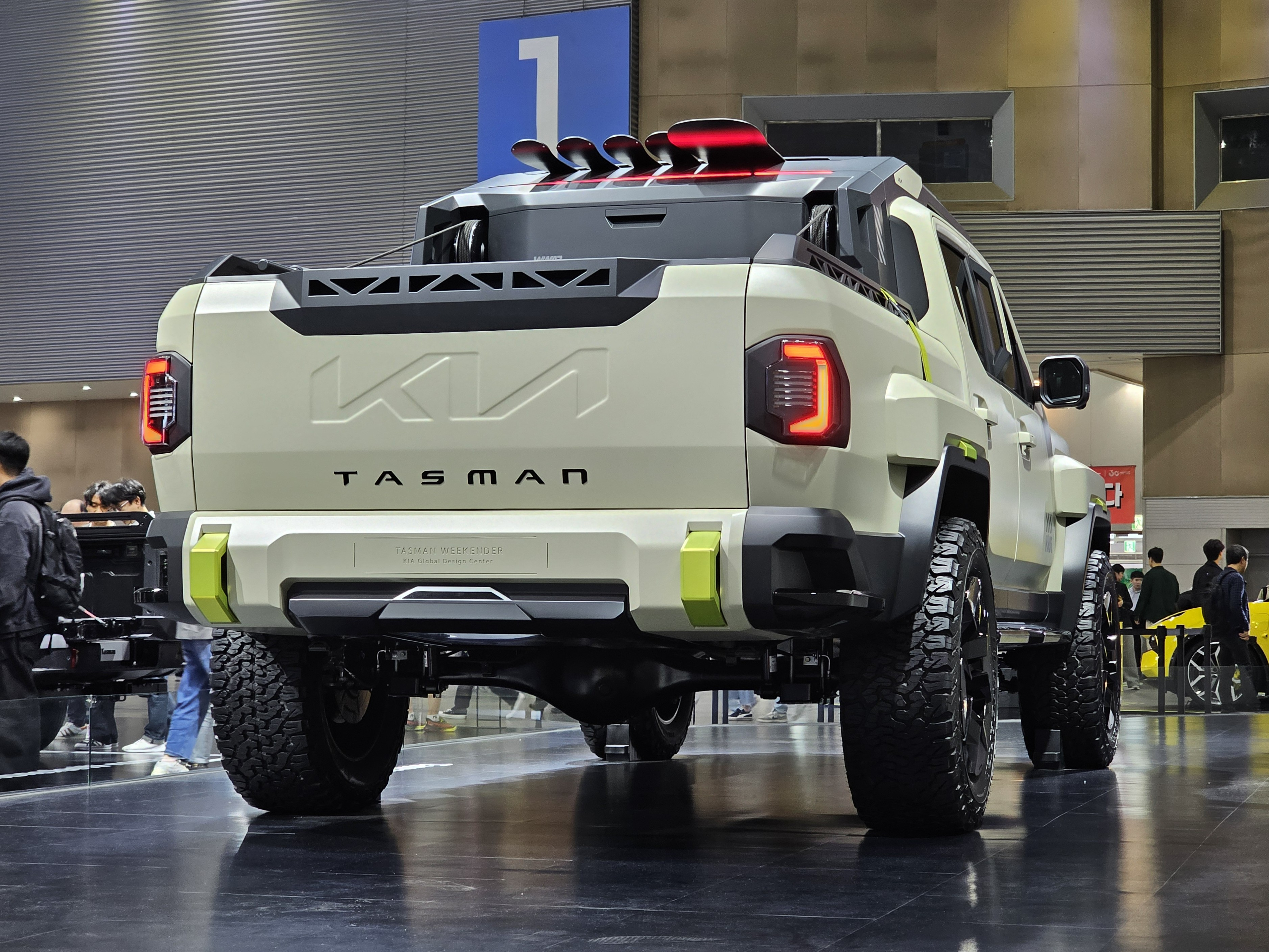
후측면